# حياة اليماني
حياة اليماني هي مُذيعة في شبكة الجزيرة الإعلامية ومقدمة برنامج هاشتاج علي قناة الجزيرة مباشر الفضائية وكاتبة في هاف بوست عربي وساسة بوست.